# Shikahoghi Argelanots'
Shikahoghi Argelanots' (armeniska: Shikahoghi Argelanots’) är ett naturreservat i Armenien. Det ligger i den sydöstra delen av landet, 210 kilometer sydost om huvudstaden Jerevan.
Trakten runt Shikahoghi Argelanots' består i huvudsak av gräsmarker. Runt Shikahoghi Argelanots' är det ganska glesbefolkat, med 42 invånare per kvadratkilometer.